# Andropogon africanus
Andropogon africanus är en gräsart som beskrevs av Adrien René Franchet. Andropogon africanus ingår i släktet Andropogon och familjen gräs. Inga underarter finns listade i Catalogue of Life.